# Дорман, Арабелла
Арабелла Дорман (род. 1975, Лондон) — британская военная художница и портретистка. В 2014 году она была выбрана одной из 100 женщин Би-би-си.

## Жизнь
Дорман родилась в Лондоне в 1975 году. Она училась в Школе искусств Байама Шоу в Лондоне и в Эдинбургском университете. Вышла замуж за режиссёра Доминика Эллиота.
В 2006 году Дорман стала первой британской военной художницей, отправившейся по приглашению генерал-лейтенанта Ричарда Ширреффа на передовую в Ирак. Ричард Ширрефф купил одну из её работ. В Ираке она сначала сопровождала Royal Green Jackets во дворце Басры, затем ушла в пустыню недалеко от иранской границы. В 2009—2014 годах она сопровождала британские войска в Афганистане. В 2009 году она была включена во 2-й стрелковый полк в Сангине, Гильменд, хотя ей не разрешалось сопровождать солдат в патруле, в 2010 году путешествовала по Афганистану, базируясь в Кабуле.
Дорман работала с беженцами на Лесбосе, Кале и Дюнкерке в 2015 и 2016 годах. В декабре 2015 года она создала художественную инсталляцию, подвесив лодку, которая использовалась для перевозки беженцев через Средиземное море, к крыше церкви Святого Джеймса на Пикадилли. Эта инсталляция, «Полёт», демонстрировалась до февраля 2016 года и связывала бегство беженцев с древней традицией подвешивания лодок к крышам церквей.
Дорман выставлялась в таких местах, как Имперский военный музей, Галерея Фроста и Рида и La Galleria Pall Mall.